# Випромінювання чорного тіла
Випромінювання чорного тіла — теплове електромагнітне випромінювання всередині або навколо тіла, що перебуває в термодинамічній рівновазі з навколишнім середовищем, яке випромінює чорне тіло (ідеалізоване непрозоре тіло, що не відбиває світло). Має певний безперервний спектр довжин хвиль, обернено пов’язаний з інтенсивністю, який залежить лише від температури тіла, яка для розрахунків і теорії вважається однорідною та постійною.

Зі зниженням температури чорного тіла інтенсивність випускаючого, теплового випромінювання зменшується, а його максимум переміщується в більш довжину хвилі. Для порівняння показано класичний закон Релея–Джинса та його ультрафіолетову катастрофу.

Ідеально ізольований корпус, який перебуває в тепловій рівновазі, містить випромінювання абсолютно чорного тіла і випромінює його через отвір, зроблений у його стінці, за умови, що отвір досить малий, щоб мати незначний вплив на рівновагу.
Теплове випромінювання, що спонтанно випромінюється багатьма звичайними об'єктами, можна наближено вважати випромінюванням чорного тіла.
Особливо важливо, хоча планети та зірки (включаючи Землю та Сонце) не перебувають ні в тепловій рівновазі з навколишнім середовищем, ні ідеально чорними тілами, випромінювання чорного тіла все ще є хорошим першим наближенням для енергії, яку вони випромінюють. Таким чином, сонячне випромінювання, яке фільтрується земною атмосферою, характеризує «денне світло», яке люди (також більшість інших тварин) еволюціонували для використання для зору.
Чорне тіло при кімнатній температурі (23 °C (296 К; 73 °F)) випромінює переважно в інфрачервоному спектрі, який не сприймається людським оком, але може відчуватися деякими рептиліями. Коли температура об’єкта зростає приблизно до 500 °C (773 К; 932 °F), спектр випромінювання стає сильнішим і поширюється на область зору людини, а об’єкт виглядає тьмяно-червоним. У міру подальшого підвищення температури він випромінює все більше помаранчевого, жовтого, зеленого та синього світла (і, зрештою, понад фіолетове, ультрафіолетове).
Лампи з вольфрамовою ниткою мають безперервний спектр чорного тіла з холоднішою колірною температурою, близько 2 700 К (2 430 °C; 4 400 °F), який також випромінює значну енергію в інфрачервоному діапазоні. Сучасні люмінесцентні та світлодіодні лампи, які є більш ефективними, не мають безперервного спектру випромінювання чорного тіла, а випромінюють безпосередньо або використовують комбінації люмінофорів, які випромінюють кілька вузьких спектрів.
Чорні діри є майже ідеальними чорними тілами в тому сенсі, що вони поглинають усе випромінювання, яке на них падає. Було припущено, що вони випромінюють випромінювання чорного тіла (так зване випромінювання Хокінга) з температурою, яка залежить від маси чорної діри.
Термін чорне тіло був введений Густавом Кірхгофом у 1860 році. Випромінювання чорного тіла також називають тепловим випромінюванням, випромінюванням порожнини, повним випромінюванням або температурним випромінюванням.

## Теорія

Колір чорного тіла від 800 К до 12200 К. Цей діапазон кольорів наближається до діапазону кольорів зірок різних температур, які видно або фотографуються на нічному небі.

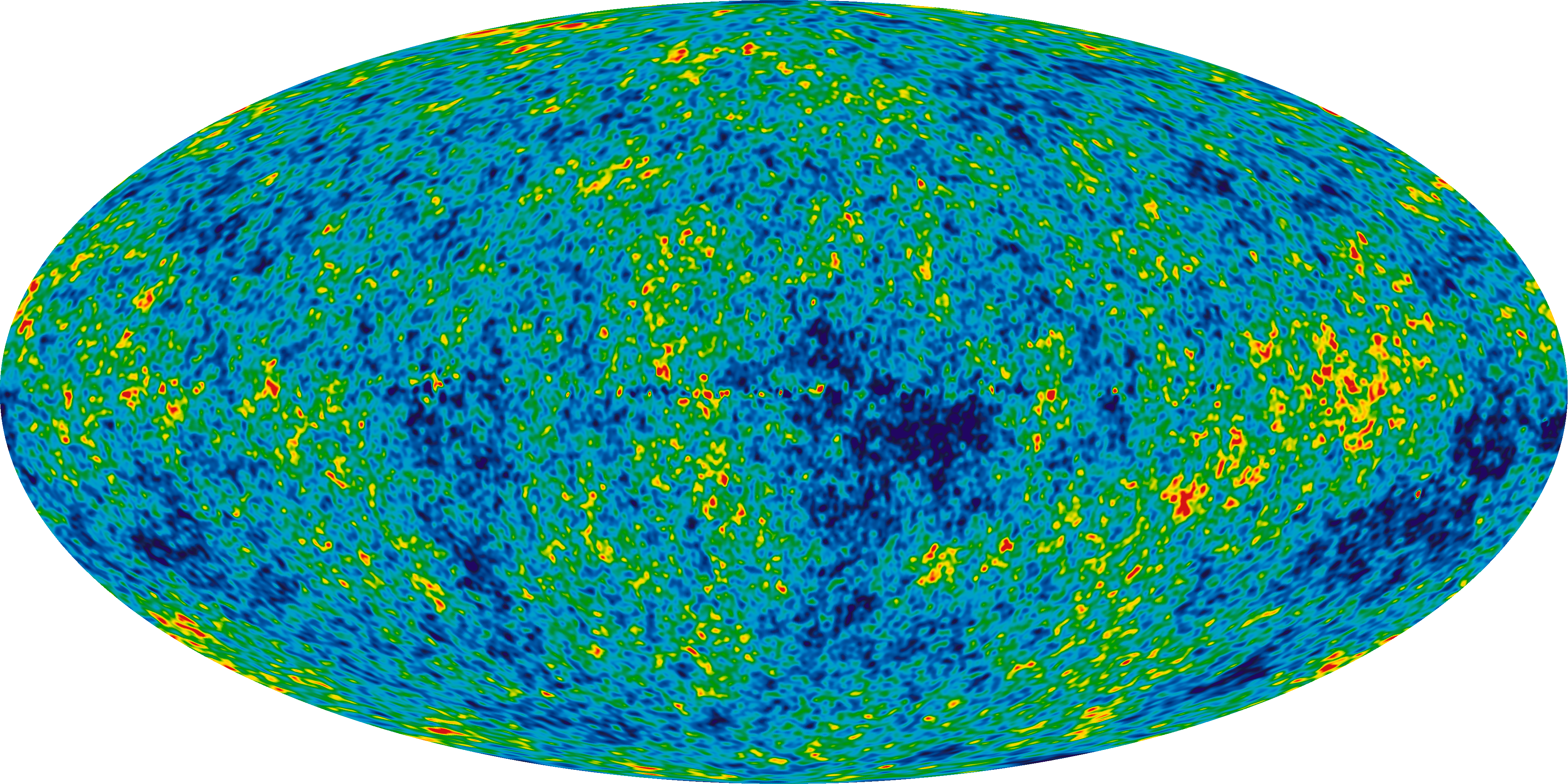
9-річне зображення WMAP (2012) космічного мікрохвильового фонового випромінювання у Всесвіті.

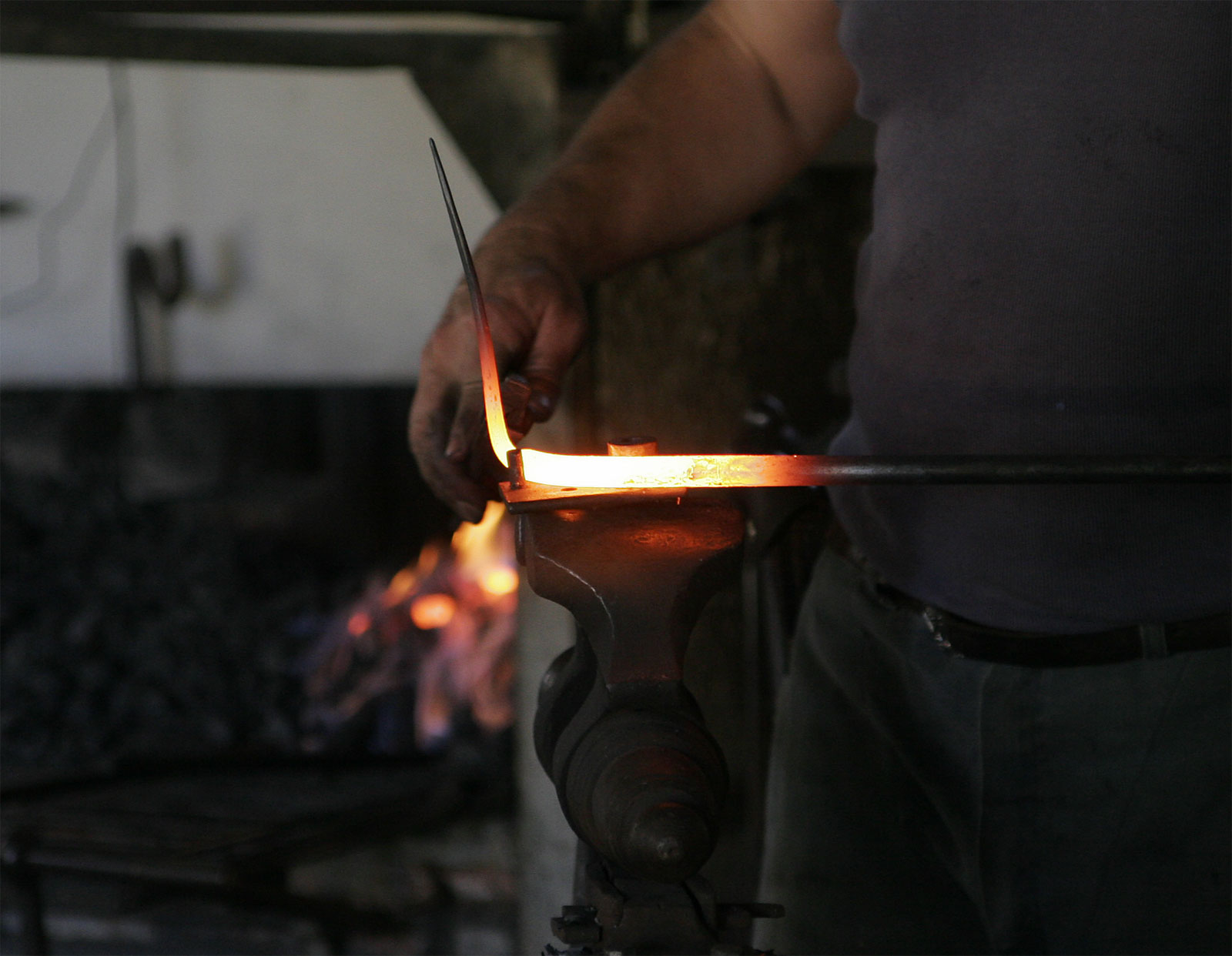
Ковалі оцінюють температуру заготовки за кольором світіння

Ця ковальська кольорова карта закінчується температурою плавлення сталі

### Спектр
Випромінювання чорного тіла має характерний безперервний частотний спектр, який залежить лише від температури тіла і називається спектром Планка або законом Планка. Спектр має пік на характерній частоті, яка зміщується до вищих частот із підвищенням температури, а при кімнатній температурі більша частина випромінювання припадає на інфрачервону область електромагнітного спектру. Коли температура підвищується понад 500 градусів за Цельсієм, чорні тіла починають випромінювати значну кількість видимого світла. Коли людське око дивиться в темряві, перше слабке світіння виглядає як «примарний» сірий колір (видиме світло насправді червоне, але світло низької інтенсивності активує лише датчики рівня сірого ока). З підвищенням температури світіння стає видимим, навіть якщо є фонове освітлення: спочатку у вигляді тьмяно-червоного, потім жовтого і, зрештою, «сліпучо-блакитно-білого», коли температура підвищується. Коли тіло виглядає білим, воно випромінює значну частину своєї енергії у вигляді ультрафіолетового випромінювання. Сонце з ефективною температурою приблизно 5800 К є приблизно чорним тілом із піком спектра випромінювання в центральній, жовто-зеленій частині видимого спектра, але також із значною потужністю в ультрафіолеті.